# Zebinus (Antiochia)
Zebinus Ozniophios (auch: Zebinnus oder Zenobius) († 240) war ein Bischof von Antiochien. Seine Amtszeit wird auf die Jahre 231 (oder 232) bis 240 datiert. Sie fällt damit in die Herrschaft der Kaiser Severus Alexander, Maximinus Thrax und der Gordiane, die weitgehend frei von Christenverfolgungen war. Nachfolger des Zebinus wurde Babylas.
| Vorgänger | Amt                                | Nachfolger |
| --------- | ---------------------------------- | ---------- |
| Philetus  | Bischof von Antiochien 231/232–240 | Babylas    |

| Personendaten    | Personendaten                      |
| ---------------- | ---------------------------------- |
| NAME             | Zebinus                            |
| ALTERNATIVNAMEN  | Zebinnus; Zenobius                 |
| KURZBESCHREIBUNG | Bischof von Antiochien             |
| GEBURTSDATUM     | 2. Jahrhundert oder 3. Jahrhundert |
| STERBEDATUM      | 240                                |